# Carn Eige
Carn Eige (gael. Càrn Eige) – najwyższy szczyt Gór Kaledońskich o wysokości 1182 m n.p.m. Carn Eige jest najwyższą górą na północ od Great Glen.